# ده‌دندان
دَه‌دندان (نام علمی: Decodon) نام یک سرده از خانواده زمردماهیان است.